# Airalo
AiraloはeSIMマーケットプレイス。
世界200以上の国と地域のeSIMを旅行者に提供し、海外で即座に[インターネット接続]を可能にする。
2025年7月10日現在、Airaloアプリのユーザー数は2,000万人を超え、App StoreとGoogle Play Storeで53ヶ国語に対応している。

## 沿革
Airaloは、アブラハム・ブラクとバハディール・オズデミルによって2019年に設立されたアメリカを拠点とするスタートアップ会社である。eSIM技術を通じて、旅行者が即座に、手頃な価格で、グローバルな接続にアクセスできる事を目標にしている。
アブラハムとバハディールはデジタルノマドの起業家であり、旅行時の接続の限界を身をもって体験した。eSIM技術は、旅行者が手頃でアクセスしやすい代替手段を提供する機会を提示した。
2019年、AiraloはAntlerとSequoia CapitalインドのシードファンドSurgeから190万ドルのシード資金を確保した。2021年には、シリーズAで500万ドルの資金を確保した。2023年にはシリーズBで6,000万ドルを調達。e&（UAEを拠点とする通信事業者Etisalatとして知られる）のベンチャー部門であるe& Capitalがこのラウンドを主導し、スタートアップの「ジェネレーター」であるAntler Elevate、Liberty Global、楽天キャピタル、Singtel Innov8、Surge（ピークXVが運営するアーリーステージ・ファンド、旧Sequoia Capital India and SEA）、Orange、T Capital（ドイツテレコムのベンチャー部門）、KPN Ventures、Telefónica Ventures、I2BF Global Venturesが参加した。
2025年7月、AiraloはシリーズCの資金調達ラウンドを成功裏に完了し、2億ドルを調達したことを発表しました。本ラウンドはCVCキャピタル・パートナーズが主導し、既存の投資家であるPeak XVおよびAntler Elevateも参加しました。